# Theria
Die Theria (altgriechisch θηρίον theríon „wildes Tier“) stellen ein Taxon innerhalb der Säugetiere (Mammalia) dar. Es fasst die Beutelsäuger (Metatheria) und die Höheren Säugetiere (Eutheria) zusammen und ist das Schwestertaxon der Kloakentiere (Monotremata).

## Merkmale
Die Theria sind unter anderem durch folgende Synapomorphien, das sind gemeinsame abgeleitete Merkmale, die aber im Einzelfall durchaus reduziert sein können, definiert:
- Sie sind vivipar, sie bringen also im Gegensatz zu den eierlegenden Kloakentieren lebenden Nachwuchs zur Welt.
- Die Austrittsöffnung des Harn- und Geschlechtsapparats und die Analöffnung sind durch einen Damm (Perineum) getrennt. Kloakentiere haben dagegen eine gemeinsame Austrittsöffnung, die Kloake.
- Der Schultergürtel weist nur mehr Schulterblatt (Scapula) und Schlüsselbein (Clavicula) auf – das Schlüsselbein ist aber bei vielen Arten reduziert. Die Kloakentiere haben noch zusätzliche Knochen im Schulterbereich wie das Coracoid.
- Die Milchdrüsen führen zu Zitzen, die Kloakentiere sind im Gegensatz dazu zitzenlos.
- Die (sekundäre) Schädelseitenwand setzt sich vorwiegend aus dem Keilbeinflügelknochen (Alisphenoid) zusammen, bei den Kloakentieren wird sie vorwiegend aus dem Felsenbein gebildet.
- Theria haben Schnurrhaare (Vibrissen).
- Die Molaren haben ein gemeinsames („tribosphenisches“) Grundmuster.

## Entwicklungsgeschichte
Die Theria werden entwicklungsgeschichtlich innerhalb der Tribosphenida eingeordnet, einer im Vergleich zu den urtümlichen frühen Säugern weit entwickelten Gruppe. Diese umfassen neben den Theria einige ausgestorbene, wenig bekannte Seitenlinien wie die Aegialodontidae, die vor allem in der frühen Kreidezeit lebten. Innerhalb der Theria kam es spätestens vor 125 Millionen Jahren zur Aufspaltung in Beutel- und Höhere Säugetiere, da von beiden Taxa der früheste bekannte Vertreter (Sinodelphys szalayi beziehungsweise Eomaia scansoria) zu dieser Zeit lebte.
Einige Forscher hingegen lehnen die Theria ab, sie halten die Kloakentiere und Beutelsäuger für enger miteinander verwandt und stellen sie in ein Taxon Marsupionta. Für dieses Taxon werden morphologische Merkmale wie die Beutelknochen – die aber wohl ein ursprüngliches Säugetiermerkmal sind – und gewisse genetische Daten angeführt. Die überwältigenden morphologischen und genetischen Daten sprechen aber gegen diese These, sodass die Marsupionta nur von einer Minderheit vertreten werden.